# Moon Blaster
Moon Blaster est un jeu vidéo de combat spatial développé et édité par Loriciel, sorti en 1990 sur Amiga, Amstrad CPC, Atari ST et DOS.

## Accueil
- Tilt : 12/20 (version DOS)[1]